# راغودة مصرية
راغودة مصرية (الاسم العلمي: Rhagodes aegypticus) هي نوع من العنكبوتيات يتبع جنس الراغودة من الفصيلة الراغودية.